# Theodoor Overbeek
Jan Theodoor Gerard Overbeek (* 5. Januar 1911 in Groningen; † 19. Februar 2007) war ein niederländischer Physikochemiker, der vor allem für die Mitentwicklung der DLVO-Theorie bekannt ist.

## Werdegang
Theodoor Overbeek, geboren 1911 in Groningen und aufgewachsen in Rotterdam und Breda, studierte 1928 bis 1933 Chemie an der Universität Utrecht. Danach leistete er seinen Militärdienst und war zwei Jahre in Belgien, zunächst bei Jacques Errera an der Freien Universität Brüssel, dann bei Arend Joan Rutgers (1903–1998) an der Universität Gent. Er erhielt 1941 seinen Doktor in Chemie an der Universität Utrecht. Seine Dissertation trug den Titel Theorie der electrophorese: het relaxatie-effect (Theorie der Elektrophorese, der Relaxationseffekt) und behandelte die Deformation der elektrischen Doppelschicht um ein Kolloidteilchen, das sich in einem äußeren elektrischen Feld bewegt. Danach ging er in die Industrie zu Philips und forschte an Lumineszenzschirmen und der Wechselwirkung elektrisch geladener Kolloidteilchen. Sein Chef bei Philips war Evert Verwey. Mit ihm veröffentlichte Overbeek das Buch Theory of the Stability of Lyophobic Colloids (Elsevier, 1948). Es enthält seine mit Verwey entwickelte Theorie zur Stabilität von Kolloiden. Da die Theorie unabhängig davon von Derjaguin und Landau entwickelt wurde, ist sie heute als DLVO-Theorie bekannt.
1946 wurde er zum Professor für physikalische Chemie in Utrecht, ernannt, was er bis zur Emeritierung 1981 blieb, er war aber auch danach wissenschaftlich aktiv. Zuletzt befasste er sich insbesondere mit Mikroelmulsionen.
Er war vor allem auf dem Gebiet der Erforschung kolloider Systeme aktiv. In seiner Zeit schrieb er eine Reihe von Büchern und veröffentlichte über 200 Originalpublikationen. Bekannt ist er durch das Buch „Theory of the stability of Lyophobic Colloids“ sowie seine Beiträge zu dem Werk „Colloid Science“.
Overbeek erhielt zwei Ehrendoktorwürden (Clarkson University, University of Bristol) sowie 1989 den Wolfgang-Ostwald-Preis der Kolloid-Gesellschaft. 1953 wurde er Mitglied der Königlich Niederländischen Akademie der Wissenschaften. 1969 wurde er in die American Academy of Arts and Sciences gewählt.
Ihm zu Ehren ist die Overbeek-Goldmedaille benannt, deren erster Empfänger 2005 Overbeek selbst war.